# Jurij Szylder-Szuldner
Jurij Iwanowicz Szylder-Szuldner (ros. Юрий Иванович Шильдер-Шульднер, także Schilder-Schuldner; ur. 22 kwietnia?/4 maja 1816 w Witebsku, zm. 7 maja 1878 w Adrianopolu) – rosyjski generał porucznik, dowódca 5 Dywizji Piechoty.

## Życiorys
Jako dowódca 14 Ołonieckiego Pułku Piechoty wziął udział w tłumieniu powstania styczniowego. Nagrodzony za to złotą szablą z napisem Za odwagę, następnie orderami: św. Włodzimierza (IV i III kl. – 1864 i 1866) i św. Stanisława (I kl., 1868), zaś w 1867 r. majoratem nadanym w Królestwie Kongresowym, w uznaniu jego zasług jako włocławskiego naczelnika wojennego Kolei Warszawsko-Bydgoskiej. W 1863 został dowódcą Lejb-Gwardyjskiego Pułku Grenadierów. W 1870 został członkiem cesarskiej świty. W 1872 mianowany dowódcą 5 Dywizji Piechoty. Uczestnik wojny rosyjsko-tureckiej 1877-1878.

## Źródła
- Шильдер-Шульднер Юрий Иванович